# Смоленское кольцо
Автодром «Смоленское кольцо» — кольцевая гоночная трасса в Дорогобужском районе Смоленской области. Ближайший населенный пункт - Посёлок городского типа Верхнеднепровский. Проект разработан в соответствии с требованиями первой категории Российской автомобильной федерации и второй категории FIA. Осенью 2008 года начата укладка первого слоя асфальта. Сдача трассы в эксплуатацию первоначально планировалась в 2009 году, но позже была перенесена на середину 2010 года.
В разработке конфигурации гоночной трассы принимал участие «придворный архитектор Формулы-1» Герман Тильке. Трасса длиной 3,357 километра и шириной от 12 до 15 метров состоит из 13 поворотов: из которых 8 левых и 5 правых. Максимальная расчетная скорость для автомобилей серии DTM составляет 241 км/ч.
7-8 августа 2010 года на трассе прошёл этап чемпионата Европы по гонкам грузовиков. В 2011 году проведены 1-й этап российской кузовной гоночной серии RTCC и 6-й этап чемпионата Европы по гонкам грузовиков (European Truck Racing).
Ежегодно автодром принимает этапы РСКГ, любительских чемпионатов формата тайм-аттак RHHCC-RTAC и MaxPowerCars, этапы чемпионата Республики Беларусь по автомобильным кольцевым гонкам и скоростному маневрированию, серий гонок на классических автомобилях Moscow Classic Grand Prix и Classic Touring Cup. В 2014 году на трассе прошел этап Российской дрифт серии RDS.
С 2010 года «Смоленское кольцо» является испытательным треком журнала За рулём, который проводит на автодроме тесты спортивных автомобилей и гоночных шин.
Помимо основного назначения, автодром под Дорогобужем используется для проведения самых разных мероприятий. Трассой на безвозмездной основе пользуются лыжники и биатлонисты детско-юношеской спортивной школы поселка Верхнеднепровский, участники шоссейных велогонок. Паддок предоставлен начинающим спортсменам клуба «Картинг» при Дорогобужском Доме детского творчества. Также на «Смоленском кольце» сотрудники подразделений ГИБДД Смоленской области ежегодно отмечают профессиональный праздник, соревнуясь в мастерстве вождения за главный приз - патрульный автомобиль.

## Спортивные мероприятия
- август 2010 — 5-й этап FIA European Truck Racing Championship (Truck Battle Russia 2010)
- 22 мая 2011 — 1 этап RTCC (Russian Touring Car Championship)
- 30-31 июля 2011 — 6-й этап FIA European Truck Racing Championship (Truck Battle Russia 2011)
- 9 октября 2011 — 7 этап RTCC (Russian Touring Car Championship)

## Спортивные мероприятия 2012 года
- 20 мая 2012 1 этап RTCC (Russian Touring Car Championship)
- 28—29 июля 2012 — 7-й этап FIA European Truck Racing Championship (Truck Battle Russia 2012)
- 30 сентября 8 этап (финальный) RTCC (Russian Touring Car Championship)